# Community Shield 2002
La Community Shield 2002 fue la edición N.º 80 de la competición, fue disputada entre el Arsenal, campeón de la Premier League 2001/02 y campeón de la FA Cup 2001-02, y el subcampeón de la Premier League el Liverpool.
El partido se disputó el 11 de agosto de 2002, en el Millennium Stadium (por segunda vez, debido a las obras en el nuevo Wembley) ante 67.337 espectadores.
El encuentro finalizó 1-0 gracias al gol de Gilberto Silva en el minuto 69, otorgando el título n.º 11 de su historia al Arsenal FC.

## Community Shield 2002

### Equipos
| Arsenal   |  | Bandera de Inglaterra |  | Campeón doblete: Premier League (2001/02) y FA Cup (2001-02) |
| Liverpool |  | Bandera de Inglaterra |  | Subcampeón de la Premier League (2001/02)                    |

### Partido
| 1          | POR        | David Seaman    |     |
| 12         | DEF        | Lauren          |     |
| 5          | DEF        | Martin Keown    |     |
| 23         | DEF        | Sol Campbell    |     |
| 3          | DEF        | Ashley Cole     |     |
| 15         | MED        | Ray Parlour     |     |
| 4          | MED        | Patrick Vieira  |     |
| 17         | MED        | Edu             | 45' |
| 11         | MED        | Sylvain Wiltord |     |
| 10         | DEL        | Dennis Bergkamp | 85' |
| 14         | DEL        | Thierry Henry   |     |
| Entrenador | Entrenador | Arsène Wenger   |     |

| 1          | POR        | Jerzy Dudek      |     |
| 3          | DEF        | Abel Xavier      | 78' |
| 4          | DEF        | Sami Hyypiä      |     |
| 2          | DEF        | Stéphane Henchoz |     |
| 30         | DEF        | Djimi Traoré     | 88' |
| 9          | MED        | El Hadji Diouf   |     |
| 16         | MED        | Dietmar Hamann   | 67' |
| 17         | MED        | Steven Gerrard   |     |
| 18         | MED        | John Arne Riise  |     |
| 8          | DEL        | Emile Heskey     | 74' |
| 10         | DEL        | Michael Owen     | 85' |
| Entrenador | Entrenador | Gérard Houllier  |     |

| 19 | MED | Gilberto Silva | 45' |
| 28 | MED | Kolo Touré     | 85' |

| 13 | MED | Danny Murphy    | 67' |
| 5  | DEL | Milan Baroš     | 74' |
| 6  | DEF | Markus Babbel   | 78' |
| 7  | MED | Vladimír Šmicer | 85' |
| 28 | MED | Bruno Cheyrou   | 88' |

|  | 69' | Gilberto Silva | 1-0 |

|  | 24' | Sylvain Wiltord |
|  | 32' | Patrick Vieira  |
|  | 45' | Thierry Henry   |
|  | 76' | Gilberto Silva  |

|  | 6'  | Steven Gerrard |
|  | 82' | Danny Murphy   |
|  |     |                |

| Árbitro: | Alan Wiley |
|          |            |
|          |            |
|          |            |

| 1          | POR        | David Seaman    |     |
| 12         | DEF        | Lauren          |     |
| 5          | DEF        | Martin Keown    |     |
| 23         | DEF        | Sol Campbell    |     |
| 3          | DEF        | Ashley Cole     |     |
| 15         | MED        | Ray Parlour     |     |
| 4          | MED        | Patrick Vieira  |     |
| 17         | MED        | Edu             | 45' |
| 11         | MED        | Sylvain Wiltord |     |
| 10         | DEL        | Dennis Bergkamp | 85' |
| 14         | DEL        | Thierry Henry   |     |
| Entrenador | Entrenador | Arsène Wenger   |     |

| 1          | POR        | Jerzy Dudek      |     |
| 3          | DEF        | Abel Xavier      | 78' |
| 4          | DEF        | Sami Hyypiä      |     |
| 2          | DEF        | Stéphane Henchoz |     |
| 30         | DEF        | Djimi Traoré     | 88' |
| 9          | MED        | El Hadji Diouf   |     |
| 16         | MED        | Dietmar Hamann   | 67' |
| 17         | MED        | Steven Gerrard   |     |
| 18         | MED        | John Arne Riise  |     |
| 8          | DEL        | Emile Heskey     | 74' |
| 10         | DEL        | Michael Owen     | 85' |
| Entrenador | Entrenador | Gérard Houllier  |     |

| 19 | MED | Gilberto Silva | 45' |
| 28 | MED | Kolo Touré     | 85' |

| 13 | MED | Danny Murphy    | 67' |
| 5  | DEL | Milan Baroš     | 74' |
| 6  | DEF | Markus Babbel   | 78' |
| 7  | MED | Vladimír Šmicer | 85' |
| 28 | MED | Bruno Cheyrou   | 88' |

|  | 69' | Gilberto Silva | 1-0 |

|  | 24' | Sylvain Wiltord |
|  | 32' | Patrick Vieira  |
|  | 45' | Thierry Henry   |
|  | 76' | Gilberto Silva  |

|  | 6'  | Steven Gerrard |
|  | 82' | Danny Murphy   |
|  |     |                |

| Árbitro: | Alan Wiley |
|          |            |
|          |            |
|          |            |

| Campeón Community Shield 2002 |
| ----------------------------- |
| Arsenal 11º título            |

| Predecesor: Charity Shield 2001 | Community Shield 2002 | Sucesor: Community Shield 2003 |